# Rudawka malajska
Rudawka malajska, kalong, pies latający (Pteropus vampyrus) – gatunek ssaka z podrodziny Pteropodinae w obrębie rodziny rudawkowatych (Pteropodidae). Występuje w południowo–wschodniej Azji w Archipelagu Sundajskim, w Brunei, w Kambodży, na Filipinach, w Tajlandii.

## Taksonomia
Gatunek po raz pierwszy zgodnie z zasadami nazewnictwa binominalnego opisał w 1758 roku szwedzki przyrodnik Karol Linneusz, nadając mu nazwę Vespertilio vampyrus. Holotyp pochodził z Jawy, w Indonezji.
Pteropus vampyrus należy do grupy gatunkowej vampyrus. Pteropus intermedius wyodrębniany przez niektóra źródła do rangi gatunku jest uważany za konspecyficzny z P. vampyrus, ale wymaga pełnego przeglądu taksonomicznego. Autorzy Illustrated Checklist of the Mammals of the World rozpoznają sześć podgatunków. Podstawowe dane taksonomiczne podgatunków (oprócz nominatywnego) przedstawia poniższa tabelka:
| Podgatunek        | Oryginalna nazwa          | Autor i rok opisu               | Miejsce typowe |
| ----------------- | ------------------------- | ------------------------------- | --- |
| P. v. edulis      | Pteropus edulis           | É. Geoffroy Saint-Hilaire, 1810 | Timor. |
| P. v. lanensis    | Pteropus lanensis         | Mearns, 1905                    | Pantar, niedaleko jeziora Lanao, na wysokości 1907 ft (581 m), w prowincji Lanao del Sur, w Mindanao, w Filipinach. |
| P. v. natunae     | Pteropus vampyrus natunae | K. Andersen, 1908               | Panjang, północne Wyspy Natuna.                                                                                     |
| P. v. pluton      | Pteropus pluton           | Temminck, 1853                  | Bali, Indonezja. |
| P. v. sumatrensis | Pteropus sumatrensis      | Ludeking, 1862                  | Sumatra, Indonezja.                                                                                                 |

### Etymologia
- Pteropus: gr. πτερόπους pteropous „skrzydłostopy”, od πτερον pteron „skrzydło”; πους pous, ποδος podos „stopa”[35].
- vampyrus: fr. vampire „wampir”[36].
- edulis: łac. edulis „jadalny”[37].
- lanensis: jezioro Lanao, Mindanao, Filipiny.
- pluton: w mitologii rzymskiej Pluton to władca podziemi (tj. czarny, styksowy)[38].
- sumatrensis: Sumatra, Indonezja[39].

## Zasięg występowania
Rudawka malajska występuje w południowo-wschodniej Azji zamieszkując w zależności od podgatunku:
- P. vampyrus vampyrus – Jawa.
- P. vampyrus edulis – Timor, Małe Wyspy Sundajskie.
- P. vampyrus lanensis – Filipiny.
- P. vampyrus natunae – Borneo i Wyspy Natuna.
- P. vampyrus pluton – zachodnie Małe Wyspy Sundajskie.
- P. vampyrus sumatrensis – południowa kontynentalna część południowo-wschodniej Azji i półwysep Tajsko-Malajski, Sumatra, Kepulauan Lingga, Bangka i południowe Wyspy Mentawai (Sipora, Północna Pagai i Południowa Pagai).

Zapis z Shaanxi w Chińskiej Republice Ludowej jest prawdopodobnie obcym osobnikiem.

## Morfologia
Długość ciała 225–290 mm, ogona brak, długość ucha 35–45 mm, długość tylnej stopy 52–68 mm, długość przedramienia 175–230 mm; rozpiętość skrzydeł 1320-1500 mm; masa ciała 07–1,4 kg. Grzbiet w kolorze czarnobrązowym i szarobrązowym, brzuch rudy. Głowa i szyja koloru żółtordzawego. Duża, solidna czaszka z 34 zębami. Wzór zębowy: {\displaystyle {\tfrac {2.2.1.1}{2.3.2.3}}}. Błona lotna koloru brunatnoczarnego.

## Ekologia

### Tryb życia
Nocny tryb życia, potrzebuje dużych przestrzeni. Żyje w tropikalnych lasach i nad obszarami bagiennymi w dużych koloniach liczących niekiedy tysiące osobników. O świcie powraca w miejsce swojego odpoczynku i dzień przesypia wisząc na drzewach. W poszukiwaniu pokarmu potrafi przelecieć ponad 50 km. Żeruje w nocy, odżywia się kwiatami, nektarem i owocami np. bananów lub mango. Odpoczywają wisząc na gałęzi głową w dół, ze skrzydłami owiniętymi wokół ciała. Długość życia w niewoli wynosi 15–30 lat, natomiast w środowisku naturalnym do 15 lat.

### Rozmnażanie
Rozród odbywa się w zależności od miejsca występowania raz w roku. Samce tworzą haremy liczące do 10 samic. Ciąża trwa 6 miesięcy, na świat przychodzi najczęściej jedno młode o masie ciała 133 g. W początkowym okresie matka nosi młode ze sobą. Okres laktacji trwa od 2 do 3 miesięcy. Dojrzałość płciową osiągają po 2 latach życia.

## Znaczenie dla ekosystemu
Podobnie jak większość nietoperzy z rodziny Pteropodidae, rudawka malajska odgrywa w ekosystemie ważną rolę zapylacza. Jej duże rozmiary sprawiają, że jest często jedynym zapylaczem zdolnym do przenoszenia dużych nasion i ziaren pyłku niektórych roślin, szczególnie na ubogich w faunę wyspach Archipelagu Malajskiego. Co więcej, podobnie jak inne migrujące nietoperze rudawka zapewnia przepływ genów pomiędzy izolowanymi populacjami różnych gatunków roślin.
Oznacza to, że gatunek ten prawdopodobnie odgrywa kluczową rolę w utrzymaniu bioróżnorodności na swoim obszarze występowania.

## Status
Od 2022 roku rudawka jest klasyfikowana jako gatunek zagrożony przez Międzynarodową Unię Ochrony Przyrody. Spełnia on kryteria tego oznaczenia, ponieważ prawdopodobnie doświadcza znacznego spadku populacji. Jest to spowodowane dużą liczbą polowań na tego ssaka. Odbywają się one głównie w celach konsumpcyjnych, jak również medycznych. Zwierzęta są także zabijane dla sportu.